# 来凤乡
来凤乡，是中华人民共和国四川省资阳市安岳县下辖的一个乡镇级行政单位。

## 行政区划
来凤乡下辖以下地区：
南凤村、团建村、东坝村、胜前村、黄坪村、立石村、东光村、双珠村、中字村、马蹄村、六井村和堰乐村。